# Allport-Skala
Die Allport-Skala ist eine von Gordon Allport in seinem Werk The Nature of Prejudice (dt.: Die Natur des Vorurteils) (1954) begründete „Skala zur Erfassung von Vorurteilen in einer Gesellschaft in einer Unterscheidung der Diskriminierung nach Stufen“.
Die Stufen werden wie folgt beschrieben:
1. Verleumdung (Antilocution): Die meisten Menschen mit Vorurteilen reden auch darüber. Gleichgesinnten und gelegentlich auch Fremden gegenüber lassen sie ihren feindseligen Gefühlen freien Lauf.[1]
2. Vermeidung: Wenn das Vorurteil bei einer Person stärker wird, so wird diese die Berührung mit Mitgliedern der abgelehnten Gruppe vermeiden, sogar wenn dafür beachtliche Unannehmlichkeiten in Kauf genommen werden müssen.
3. Diskriminierung: Der Voreingenommene möchte alle Mitglieder der abgelehnten Gruppe von bestimmten Berufen, von bestimmten Wohngegenden, von politischen Rechten, Erziehungs- und Erholungsmöglichkeiten und anderen sozialen Einrichtungen fernhalten.
4. Körperliche Gewaltanwendung: Unter der Bedingung von gesteigerter Emotionalität führt das Vorurteil zu verschiedenen Arten von Gewaltanwendung. Beispiele: Grabsteine auf jüdischen Friedhöfen werden geschändet. Die italienische Gang aus dem Nordviertel liegt auf der Lauer, um die irische Gang aus dem Südviertel zu überfallen.
5. Vernichtung: Lynchjustiz, Pogrome, Massenmorde und Völkermord kennzeichnen den höchsten Grad von Gewalt, durch den sich das Vorurteil ausdrückt.